# Hiệp hội bóng đá Indonesia
Hiệp hội bóng đá Indonesia (tiếng Indonesia: Persatuan Sepakbola Seluruh Indonesia, viết tắt: PSSI; tiếng Hà Lan: Indonesische voetbalbond) là tổ chức quản lý và điều hành các hoạt động bóng đá ở Indonesia. PSSI quản lý đội tuyển bóng đá quốc gia Indonesia, tổ chức các giải bóng đá như giải vô địch bóng đá Indonesia, cúp bóng đá Indonesia... PSSI là thành viên của cả Liên đoàn bóng đá thế giới (FIFA), Liên đoàn bóng đá châu Á (AFC) và Liên đoàn bóng đá Đông Nam Á (AFF).
Chủ tịch của Hiệp hội bóng đá Indonesia hiện nay là ông Erick Thohir.